# Музеј у Пријепољу
Музеј у Пријепољу званично је отворен 1990. године, да би 1995. године добио статус регионалног музеја. У склопу музеја налази се и кућа Јусуфагића, заштићена као споменик културе с краја 19. века. Музеј настаје на темељу Завичајне збирке Пријепоља из 1954. године, којом је руководио Мухамед Челебић, пријепољски наставник ликовне културе.
Од отварања реализовани су пројекти реконструкције порушених средњовековних манастира, заштите споменика исламске културе, многобројне музејске изложбе, предавања као и обимно рекогносцирање терена лимске долине и пријепољско-прибојског краја.

## Стална поставка музеја
Стална поставка музеја у Пријепољу распоређена је у четири изложбе различите тематике.
- Римска некропола у Коловрату 2-4. век

Садржи различите фотографске и материјалне доказе и документа о локалном археолошком налазишту у близини Пријепоља.
- Етнографска поставка „Прошлост на дар"

Збирка етнографских експоната Музеја у Пријепољу.
- Изложба „Пријепоље на старим фотографијама"

Обухвата изложбу фотографија Пријепоља и околине у периоду 19. и почетка 20. века.
- Изложба „Владе Дивац - кошаркашка легенда"

Фотографска архива и колекција значајних предмета која прати живот и каријеру познатог кошаркаша рођеног у Пријепољу.

## Признања
Музеј у Пријепољу 19. маја 2012. године у Португалији добија Специјалну награду од Европског музејског форума, под покровитељством Савета Европе.